# 봉미산
봉미산(鳳尾山)은 대한민국 경기도 가평군과 양평군에 걸쳐 있는 높이 856m의 산이다.
'늪산'이라고도 불리며 옛날에는 속리산으로 불리었다. 경기도의 오지로 용문산을 모산으로 하여 북쪽 장락산으로 길게 이어지는 능선 상에 높게 솟아 있다.

## 같이 보기
- 한국의 산